# Ilhas Kirov

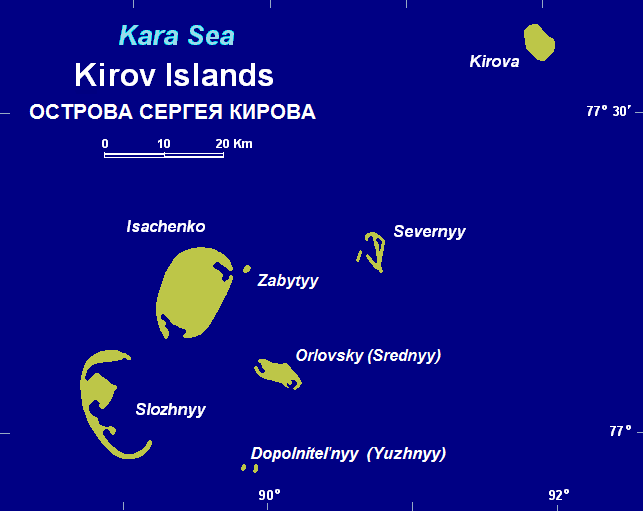
Mapa das Ilhas Kirov

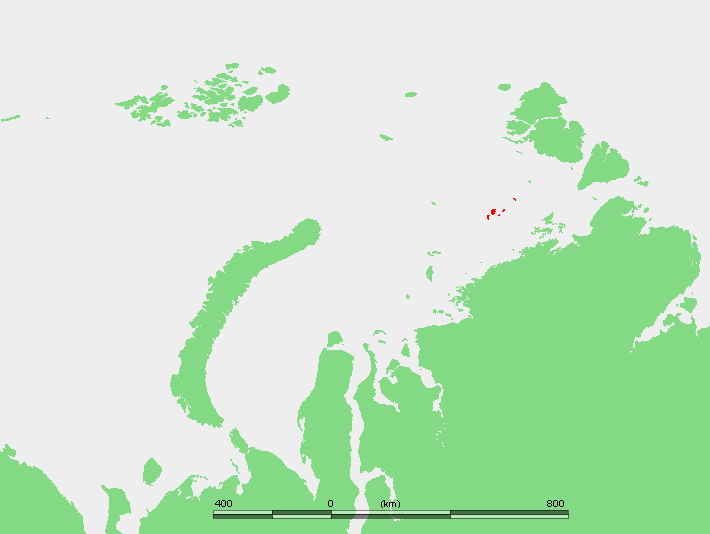
Localização das Ilhas Sergei Kirov no Mar de Kara.

As Ilhas Kirov ou Ilhas Sergey Kirov (em russo:  Oстрова Кирова, Ostrova Kirova ou  Aрхипелаг Сергея Кирова, Arquipélago Sergeya Kirova), também conhecidas como Ilhas Kerova, são um arquipélago coberto com vegetação de tundra. Ficam no Mar de Kara, cerca de 140 km a norte da costa da Sibéria, à latitude de 77° 36' N e longitude 91° 55' E. Pertencem administrativamente ao Krai de Krasnoyarsk.